# Brisingernes smykke
Brisingegammen eller brisingamen er i Nordisk mytologi Frejas dyrebare smykke. Det blev smedet af fire dværge (Alfrigg, Berling, Dvalin og Grerr) kaldet "brisingerne" .  Freja ville købe smykket, men dværgene ville ikke have penge som betaling. I stedet skulle Freja ligge en nat med hver af dem.
Man ved ikke hvad navnet betyder etymologisk. Endelsen "men" antyder at det drejer sig om et halssmykke frem for et bælte. Der omtales noget lignende i Beovulfkvadet. Brisingr er et sjældent forekommende ord for ild. Modergudinder har haft halssmykker siden oldtiden. Der er fundet statuetter med halskæder i middelhavsområdet tilbage til 3000 f. Kr. og små kvindeskikkelser med halssmykker er kendt fra bronzealderen i Danmark.
þrymskviða.
```
Reið varð þa Freyia
oc fnasaþi,
allr ása salr
vndir bifðiz,
sta/cc þat iþ micla

men Brisinga

Mic veiztv verþa
vergiarnasta,
ef ec ek meþ þer
i iotvnheima.
```

Her en en oversættelse til norsk
```
Frøya raste,
fnyste av sinne,
salen skaket
og skalv under henne,
av spratt det breie
Brisingesmykket:
"Gal etter mannfolk
måtte jeg være
om jeg dro med deg
til jotunheimen."
```

og en omtrentlig ordret oversættelse til dansk
```
Rasende var da Freyia
og fnyste,
hele ása-salen
under [hende] bævede,
sådan at det fik store
skader Brising[amen]
mig vidste at være
mandegal,
hvis agede jeg med dig
til Jotunheim.
```

(at age: at køre i vogn)
```
Hrægl ond hringas, heals-beaga mæst
þara þe ic on foldan gefrægen hæbbe,
Nænigne ic under swegle Selran hyrde
Hord-maððum hæleþa syþðan Hama ætwæg
to þære byrthan byrig 
BROSINGA MENE
```

Beowulf 1195-1199
```
Harnisk og ringe, blandt halssmykker det smykkeste
jeg nogen tid har hørt nævne på jord.
Aldrig under himlen har jeg hørt om et bedre
helteklenodie, siden Hama bortførte
Brisingemen til den mægtige borg
```

Andreas Haarders oversættelse